# Foton (fordonstillverkare)

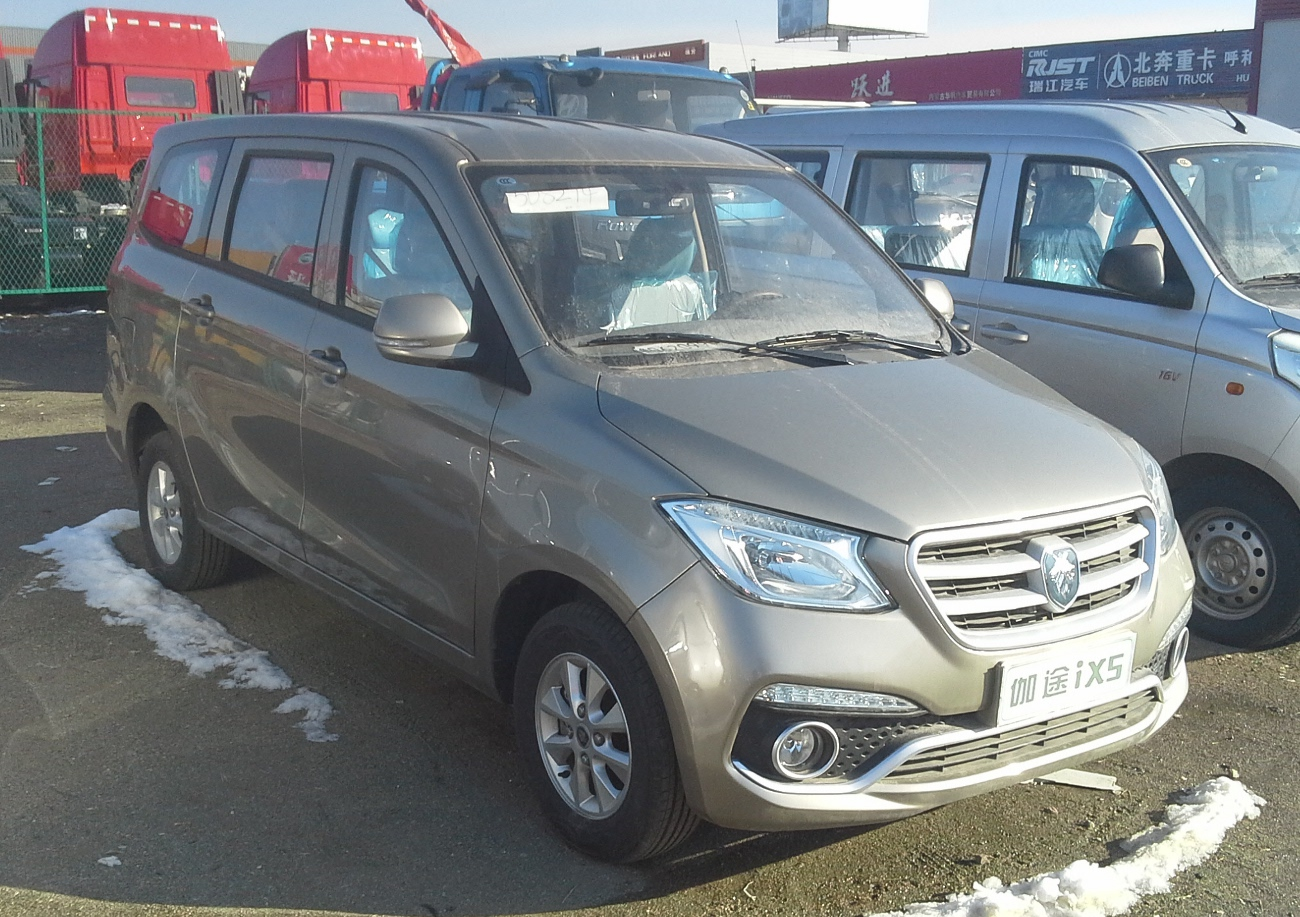
Foton Gratour

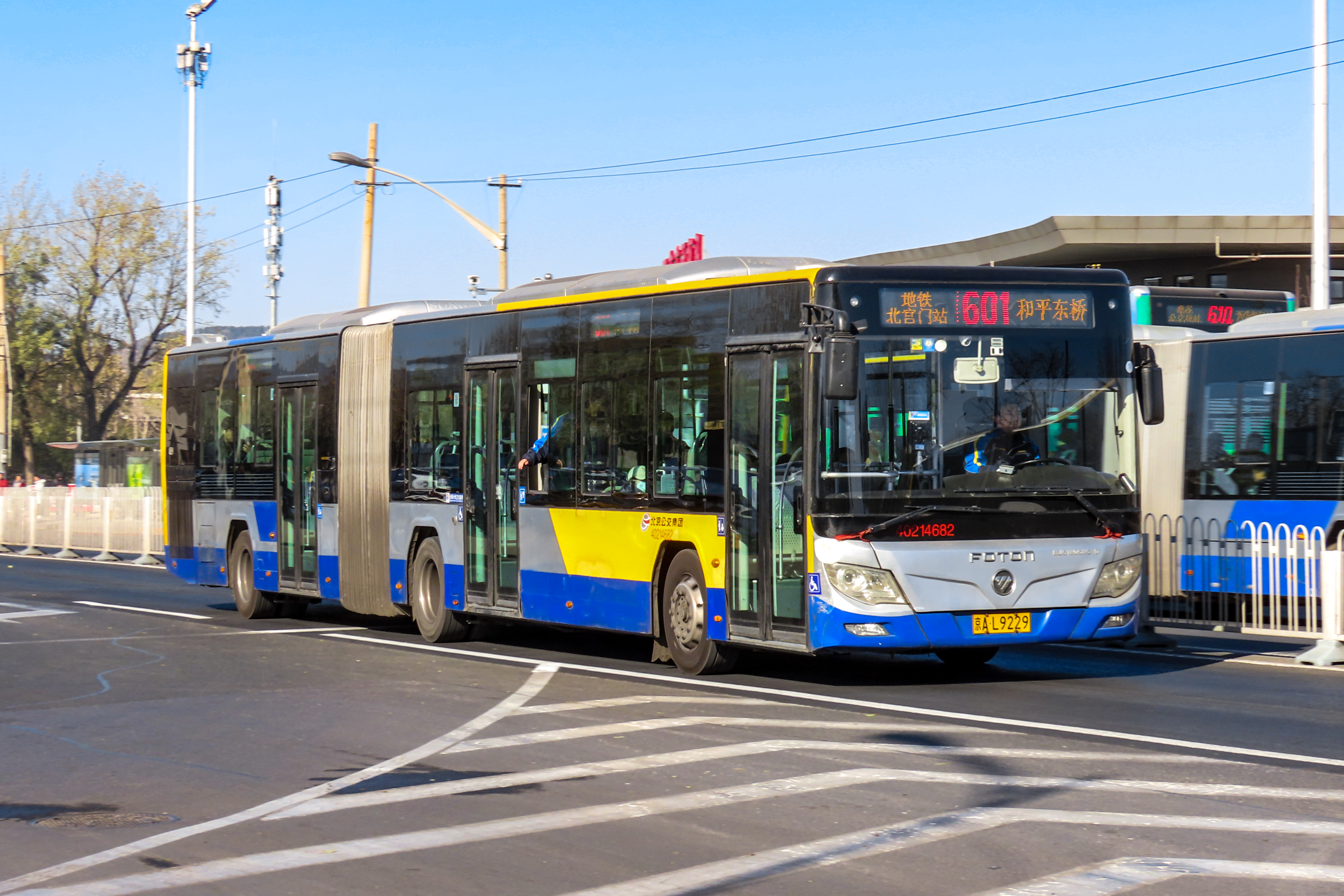
Foton-buss i Peking

Beiqi Foton Motor Co., Ltd., är en kinesisk fordonstillverkare som ägs av statliga BAIC. Foton grundades 1996 och tillverkar lastbilar, bussar och personbilar.
2014 blev Foton delägare i det återupplivade tyska bilmärket Borgward som gick i konkurs 2022.